# Premiação musical
Uma premiação musical é uma premiação concedida para homenagear talento ou habilidade na música. Existem diferentes premiações em diversos países, e algumas podem focar ou excluir determinados estilos musicais. Por exemplo, certos prêmios são exclusivamente dedicados à música clássica, sem abranger a música popular. Algumas premiações possuem caráter acadêmico, enquanto outras são comerciais e organizadas pela indústria musical.

## Principais premiação musicais
| - Grammy Awards - Brit Awards - MTV Video Music Awards - American Music Awards - Billboard Music Awards - Grammy Latino - MTV Europe Music Awards - iHeartRadio Music Awards - World Music Awards - BET Awards - Prémios Pleople's Choice - Mercury Prize - Juno Awards - Korean Music Awards - Golden Disc Awards - Circle Chart Music Awards | - Prémios Teen Choice - NME Awards - ARIA Music Awards - MAMA Awards - Melon Music Awards - NRJ Music Awards - Latin American Music Awards - Billboard Latin Music Awards - Prêmio Multishow de Música Brasileira - Premio Lo Nuestro - MOBO Awards - Japan Record Awards - Seoul Music Awards - Grammis - Polar Music Prize - Los 40 Music Awards |

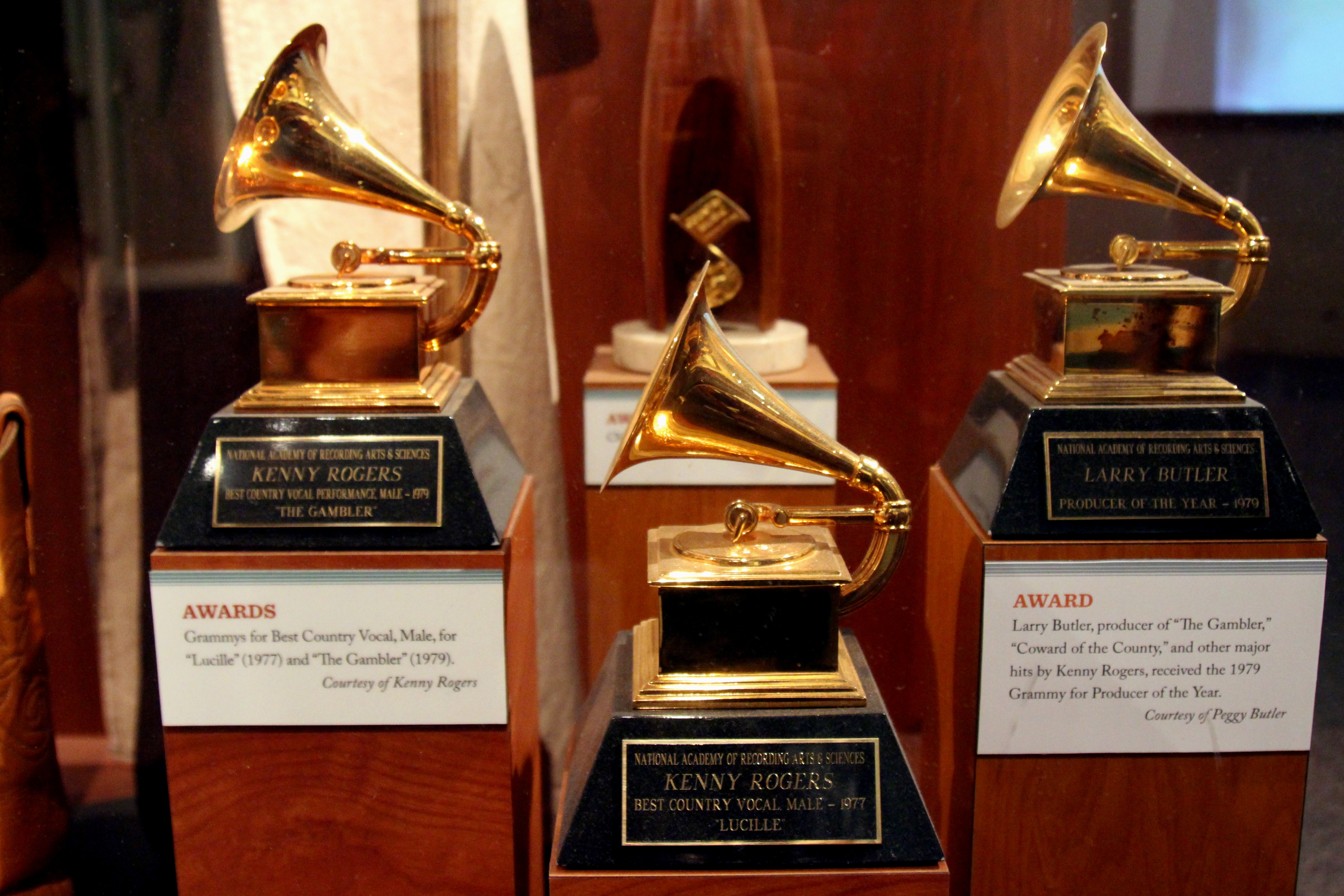
Troféu dado aos vencedores do Grammy Awards, considerada uma das principais premiações musicais do mundo

## Premiações internacionais de música
Premiações que reconhecem pessoas do mundo inteiro e não apenas de um país ou continente específico.
- Grammy Awards
- YouTube Music Awards
- Winter Music Conference
- Prêmios Rolf Schock
- Polar Music Prize
- MTV Video Music Awards
- Prêmio de Música Léonie Sonning

## Por região

### Américas
Os quatro principais prêmios da música, concedidos a cada temporada, são a Cerimônia de Indução ao Rock and Roll Hall of Fame, realizada no outono e que marca o início da temporada de premiações musicais (atualmente homenageando artistas com pelo menos 25 anos de carreira desde seu primeiro sucesso), o American Music Awards (atualmente em pausa, com retorno previsto para 2025), o Grammy Awards (realizado no inverno) e o Billboard Music Awards (atualmente realizado no final do outono).
Entre outras premiações musicais de destaque estão o MTV Video Music Awards (realizado no final do verão) e o Prêmio Pulitzer de Música.
| - Academy of Country Music Awards - American Music Awards - ASCAP Awards - BET Awards (Black Entertainment Television, Estados Unidos) - Billboard Music Awards - Billboard Latin Music Awards - Country Music Association Awards - George Peabody Medal (Instituto Peabody) - GLAAD Media Awards - Grammy Awards (The Recording Academy) - Grammy Latino (Academia Latina da Gravação)) - Hollywood Music in Media Awards - iHeartRadio Music Awards - iHeartRadio MuchMusic Video Awards - International Songwriting Competition - Juno Award - Nickelodeon Kids' Choice Awards - Latin American Music Awards | - Lista de artistas incluídos no Rock and Roll Hall of Fame - Los Premios MTV Latinoamérica (MTV Latinoamérica) - MTV Video Music Awards (MTV) - NAACP Image Awards (Estados Unidos) - Prêmio da Música Brasileira (Brasil) - Prêmios Gardel (Argentina) - Prêmio Gershwin (Biblioteca do Congresso) - Prêmio iBest (Brasil) - Premios Juventud - Premio Lo Nuestro (Estados Unidos) - Prêmio Multishow de Música Brasileira (Brasil) - Prémios People's Choice - Prémio Pulitzer de Música - Prémios Teen Choice - SESAC - Soul Train Music Awards - WME Awards |

### Asia & Oceania
- ARIA Music Awards
- APRA Music Awards
- Circle Chart Music Awards
- Golden Disc Awards
- Japan Record Award
- Korean Music Awards
- MAMA Awards
- Melon Music Awards
- MTV Asia Awards
- MTV Australia Awards
- MTV Video Music Awards Japan
- New Zealand Music Awards
- Praemium Imperiale
- Seoul Music Awards
- Soribada Best K-Music Awards

### Europa
| - Academia Charles Cros - British Academy of Film and Television Arts - Brit Awards - Echo (prêmio) - European Border Breakers Awards - Festival de Sanremo - Globos de Ouro (Portugal) - Ivor Novello Awards - LOS40 Music Awards | - Mercury Prize - MOBO Awards - MTV Europe Music Awards - NRJ Music Awards - NME Awards - Play - Prémios da Música Portuguesa - Premios Juventud - Prix de Roma |